# Labastide-Chalosse
Labastide-Chalosse (gaskonsko La Bastida de Shalòssa) je naselje in občina v francoskem departmaju Landes regije Akvitanije. Naselje je leta 2012 imelo 138 prebivalcev.

## Geografija
Kraj leži v pokrajini Gaskonji ob reki Luy de France, 34 km jugozahodno od Mont-de-Marsana.

## Uprava
Občina Labastide-Chalosse skupaj s sosednjimi občinami Aubagnan, Castelner, Cazalis, Hagetmau, Horsarrieu, Lacrabe, Mant, Momuy, Monget, Monségur, Morganx, Peyre, Poudenx, Sainte-Colombe, Saint-Cricq-Chalosse, Serres-Gaston in Serreslous-et-Arribans sestavlja kanton Hagetmau s sedežem v Hagetmauu. Kanton je sestavni del okrožja Mont-de-Marsan.

## Zgodovina
Naselbina, prvotno imenovana Pont-la-Reine, je nastala kot srednjeveška bastida pod Plantageneti leta 1342, popolnoma uničena okoli leta 1560 med verskimi vojnami.

## Zanimivosti
Labastide-Chalosse se nahaja ob romarski poti Via Lemovicensis v Santiago de Compostelo.
- cerkev sv. Vincenca,
- kamniti steber z vklesano školjko, simbolom Jakobove poti v Santiago de Compostelo,
- rimski vodnjak.